# オットー・ゴルトシュミット
オットー・モーリッツ・ダフィット・ゴルトシュミット（Otto Moritz David Goldschmidt, 1829年8月21日 - 1907年2月24日）は、ドイツの作曲家、指揮者、ピアニスト。ピアノ協奏曲やピアノ曲などの作品を遺した。妻は「スウェーデンのナイチンゲール」と呼ばれたソプラノ歌手のジェニー・リンド。

## 生涯

ゴルトシュミットと結婚後のジェニー・リンドの署名「ジェニー・リンド＝ゴルトシュミット」とある

ハンブルクのユダヤ人の商人であったモーリッツ・ダフィット・ゴルトシュミット (Moritz David Goldschmidt) と女性権利活動家のヨハンナ・ゴルトシュミット (Johanna Goldschmidt) を両親として生まれた。裕福で教養の高い両親はドイツの進歩的な改革派に属していた。母ヨハンナは優れた歌手、ピアニスト、ヴァイオリニスト、ハーピストでもあり、音楽の才能に恵まれた彼女はゴルトシュミットら8人の子どもたちに音楽教育を受けさせた。ゴルトシュミットは1843年から1846年の間ライプツィヒ音楽院に在籍し、ハンス・フォン・ビューロー、フェリックス・メンデルスゾーン、モーリッツ・ハウプトマンの下で学んだ。また、クララ・シューマンからも個人的にレッスンを受けていた。メンデルスゾーンからは次のような学生証明書を受け取っている。
ゴルトシュミット氏は喜ばしくもピアノ演奏の優れた才能を開花させており、またピアノでの作曲にも並みならぬ才能を示している—フェリックス・メンデルスゾーン、
1852年2月5日、世界的に有名だったソプラノ歌手のジェニー・リンドとボストンで結婚した。妻を喜ばせるため、彼はプロテスタントに改宗した。夫妻は3人の子をもうけた。1858年からは家族とともにロンドンに移り、その地で1863年に王立音楽アカデミーの教授、さらに後には声楽科長に就いた。ロンドンでは、夫妻はアーサー・サリヴァン、ルドルフ・レーマン（Rudolf Lehmann, 1819年生まれのドイツ系イギリス人肖像画家・作家、リザ・レーマンの父親）、チャールズ・ディケンズなどが所属する、ドイツ系イギリス人の知識人のサークルに所属していた。1863年に、ウィリアム・スタンデール・ベネットと共同で『英国の合唱読本』(Chorale Book of England) を著している。1876年にはバッハ合唱団 (The Bach Choir) を設立し、1886年まで率いた。同合唱団は現在220人の活動メンバーがおり、演奏の質を維持するため3年ごとに選抜を行っている。ゴルトシュミットはこの他に、幾度かデュッセルドルフのニーダーライン音楽祭で指揮をしている。
1887年に妻ジェニーに先立たれ、彼女の伝記『ジェニー・リンド その芸術家としての道程』(Jenny Lind. Ihre Laufbahn als Künstlerin) を1891年に著した。1907年、ロンドンで死去。77歳だった。

## 作品
主要作品は数曲のピアノ協奏曲、ピアノ曲、歌曲、三重奏曲である。オラトリオ『ルース』(Ruth) では、1870年の初演で妻ジェニーがソプラノパートを歌い、これが彼女の最後の公演となった。